# Nothobranchius kafuensis
Nothobranchius kafuensis – gatunek ryby z rodziny Nothobranchiidae i rzędu karpieńcokształtnych. Występuje w Zambii. Osiąga do 6,0 cm długości. Ryba niewędrowna, słodkowodna, trudna do utrzymania w akwarium.